# 4 de noviembre
El 4 de noviembre es el 308.º (tricentésimo octavo) día del año en el calendario gregoriano y el 309.º en los años bisiestos. Quedan 57 días para finalizar el año.

## Acontecimientos
- 683: se inicia el XIII Concilio de Toledo.
- 1042: en Tabriz (Irán) sucede un terremoto que deja entre 40 000 y 50 000 víctimas.
- 1359: en Granada (España), Muhammad V parte desde Guadix hacia el exilio en el Magreb, tras haber sido depuesto por su hermano Ismail II de Granada.
- 1519: en Valencia se inicia el movimiento de las Germanías.
- 1549: en España, Carlos V promulga la Pragmática Sanción.
- 1571: en México, la Iglesia católica crea la Santa Inquisición.
- 1585: en Colombia, se funda el municipio de Gámeza (Boyacá)
- 1576: en Bélgica ―en el marco de la guerra de los Ochenta Años― España captura Amberes después de tres días de sitio donde la ciudad ha sido destruida.
- 1605: en Inglaterra se descubre la Conspiración de la Pólvora.
- 1675: una tormenta azota Europa occidental. Se inunda el norte de los Países Bajos, incluida la villa de Ámsterdam.
- 1677: en Inglaterra, la futura María II se casa con Guillermo III.
- 1737: en Nápoles se inaugura el Teatro de San Carlos.
- 1741: parte desde Barcelona (España) la expedición naval española, al mando del duque de Montemar, para invadir el Milanesado.
- 1780: en el Virreinato del Perú, el cacique José Gabriel Condorcanqui, conocido como Túpac Amaru, se alza en armas contra España.
- 1810: en Venezuela ocurre la batalla de Aguanegra considerada como la primera batalla de la Guerra de Independencia venezolana.
- 1810: en la villa de Caracas (Venezuela), sale a la calle el primer número del Semanario de Caracas.
- 1811: en Bornos (Cádiz), el general Francisco Ballesteros con 400 paisanos vence a las tropas francesas del general Semelé.
- 1831: inicia sus actividades, en Caracas (Venezuela) la academia de Matemáticas, bajo la dirección de Juan Manuel Cajigal y Odoardo.
- 1852: en Italia, el conde Camillo Benso di Cavour se convierte en primer ministro de Piamonte-Reino de Cerdeña.
- 1861: en Seattle (Washington) se inaugura la Universidad de Washington como universidad estatal.
- 1864: en Estados Unidos, Abraham Lincoln es reelegido presidente.
- 1869: en los Estados Unidos se publica el primer número de la revista Nature.
- 1875: en Tonga, el rey George Tupou I promulga la Constitución de ese país.
- 1877: en Dewe-bojun los turcos vencen a los rusos.
- 1879: James Ritty inventa la primera caja registradora.
- 1889: en Etiopía, Menelik II obtiene la alianza de la aristocracia etíope, allanando el camino para ser emperador.
- 1895: en México, se funda el Club de Fútbol Pachuca.
- 1899: en Alemania, Sigmund Freud publica La interpretación de los sueños.
- 1900: en Chile se constituye un gabinete de conciliación.
- 1901: en Barcelona (España) los republicanos se enfrentan con los anarquistas.
- 1903: en Panamá se produce la separación de Panamá de Colombia.
- 1909: Jaime de Borbón se convierte en el nuevo representante del carlismo.
- 1911: Francia entrega parte del Congo a Alemania, mediante un convenio, a cambio de establecer un protectorado en Marruecos.
- 1918: en el marco de la Primera Guerra Mundial, el Imperio austrohúngaro se rinde a Italia.
- 1918: en Kiel (Alemania) comienza la Revolución de noviembre con 40 000 marineros que toman el puerto.
- 1919: en Alemania se hunde el marco alemán; se establece un cambio de 225 marcos por dólar.
- 1919: en París, un accidente ferroviario causa 30 muertos.
- 1921: en Alemania, Adolf Hitler crea formalmente los grupos armados SA (Sturmabteilung).
- 1921: en Tokio (Japón) es asesinado el primer ministro Hara Takashi.
- 1921: en Economía: El hundimiento del marco; se establece un cambio de 225 marcos por dólar.
- 1922: en Egipto, Howard Carter halla el primer vestigio de la tumba de Tutankamón.
- 1924: en los Estados Unidos, Calvin Coolidge es reelegido presidente.
- 1929: en Chicago (Estados Unidos) quiebra el banco Citibank.
- 1931: en Cachemira tropas británicas reprimen una algarada musulmana.
- 1931: en París se estrena la obra Judith de Jean Giraudoux.
- 1934: en Santiago de Chile nace la Federación Juvenil Socialista, organización que dará origen a la Juventud Socialista de Chile.
- 1935: un avión de la armada de Estados Unidos establece una nueva plusmarca mundial de vuelo sin escalas al cubrir el trayecto Panamá-California (5450 km).
- 1935: el general Goded es nombrado director general de aeronáutica y el general Mola jefe superior de las fuerzas de Marruecos.
- 1936: en Hamburgo es ejecutado Edgar André, el General Rojo, líder de la Roter Frontkämpferbund (Frente Rojo de la Liga de Combatientes).
- 1939: en el marco de la Segunda Guerra Mundial, el presidente de Estados Unidos Franklin D. Roosevelt ordena la neutralidad del país.
- 1942: en El Alamein ―en el marco de la Segunda Guerra Mundial― las tropas de Montgomery vencen a las tropas alemanas de Rommel.
- 1946: China firma un tratado comercial y de amistad con Estados Unidos.
- 1946: se ratifica la constitución de la Organización de las Naciones Unidas para la Educación, la Ciencia y la Cultura (UNESCO)
- 1946: Resolución 10 del Consejo de Seguridad de las Naciones Unidas es adoptada.
- 1950: en Nueva York, la Asamblea General de la ONU revoca la condena a la dictadura franquista en España.
- 1950: en Estrasburgo (Francia) se firma la Convención Europea de los Derechos Humanos que funda el Tribunal Europeo de Derechos Humanos.
- 1952: en los Estados Unidos, Dwight Eisenhower es elegido presidente.
- 1952: En Rusia ocurre el terremoto de Kamchatka de 1952, que provoca una serie de tsunamis que dejan más de 2000 muertos.
- 1953: el teatro de Cámara de Barcelona inaugura su quinta temporada con el estreno de Tres sombreros de copa, de Miguel Mihura.
- 1955: en Madrid (España) se crea la Fundación Juan March.
- 1956: la Unión Soviética interviene por segunda vez en Hungría para acabar con la Revolución húngara de 1956, que había empezado 12 días antes.
- 1958: En Buenos Aires (Argentina) se promulga la Ley Provincial 5921, fundándose y creándose el Partido de San Cayetano.
- 1960: en Buenos Aires (Argentina) se funda el partido de Berazategui.
- 1960: en Chile comienzan las transmisiones del Canal 9, de la Universidad de Chile.

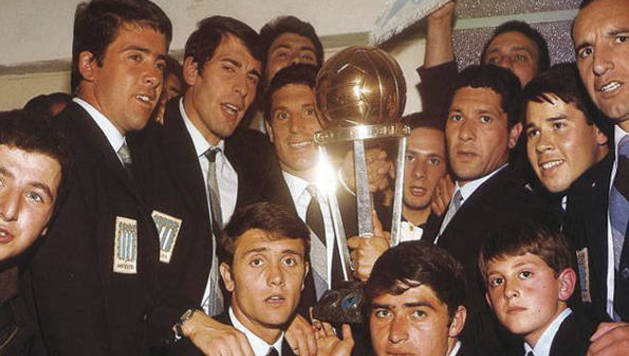
Racing Club: primer equipo argentino campeón mundial.

- 1966: el río Arno arrasa las ciudades de Florencia y Pisa con un caudal superior a los 4500 m³/s.
- 1967: en Montevideo (Uruguay), Racing Club de Argentina vence 1–0 a Celtic F. C. de Escocia en el Estadio Centenario, y se consagra campeón de la Copa Intercontinental 1967. Se transforma en el primer equipo argentino en lograr un título mundial.
- 1969: David Bowie publica el álbum Space Oddity bajo el nombre de David Bowie en Inglaterra.
- 1970: el Concorde 001 alcanza dos veces la velocidad del sonido.
- 1974: en España se realiza el primer vuelo del puente aéreo que une Barcelona y Madrid.
- 1975: nace la República Democrática Popular de Laos con la abdicación del rey Siravang Vong.
- 1977: la ONU acuerda un embargo de armas a Sudáfrica.
- 1979: en Teherán (Irán) estudiantes asaltan la embajada estadounidense.
- 1980: en los Estados Unidos, el actor Ronald Reagan es elegido presidente.
- 1980: en Chile, es aprobado el Decreto Ley N.º 3500 que crea el sistema de pensiones de capitalización individual.
- 1981: en Madrid se inaugura la I Cumbre Iberoamericana de Cooperación Económica.
- 1982: en España, la banda terrorista ETA asesina a Víctor Lago, jefe de la División Acorazada Brunete.
- 1983: Uruguay gana su decimosegunda Copa América
- 1984: en Nicaragua, el Frente Sandinista gana las primeras elecciones tras el derrocamiento del régimen somocista.
- 1987: en Monterrey (California), los ministros de Defensa de la OTAN apoyan una reducción del 50 % de los arsenales nucleares estratégicos.
- 1988: en Argelia se aprueba un referéndum para la reforma de la constitución con un talante democratizador.
- 1988: en Estados Unidos se funda el NCBI (National Center for Biotechnology Information).
- 1989: en Berlín oriental (Alemania del Este), ocurre la manifestación de Alexanderplatz, en la que un millón de personas reclaman la caída del Muro de Berlín.
- 1990: Arantxa Sánchez Vicario se proclama campeona de España de tenis por segundo año consecutivo.
- 1991: Imelda Marcos regresa a Filipinas después de casi seis años de exilio.
- 1991: en Croacia el ejército y la guerrilla recrudecen sus bombardeos de objetivos militares y civiles.
- 1995: en Tel Aviv (Israel), el extremista judío Yigal Amir asesina al primer ministro Yitzhak Rabin.
- 1996: en Londres Reino Unido se lanza el álbum debut Spice de Las Spice Girls con su gran éxito Wannabe.
- 1997: el dramaturgo gallego Manuel Lourenzo es galardonado con el Premio Nacional de Literatura Dramática por su obra Veladas indecentes.
- 1998: en Centroamérica, el Huracán Mitch causa 20 000 muertos y desaparecidos.
- 2000: en las calles de Manila (Filipinas), miles de ciudadanos se manifiestan reclamando la dimisión del presidente Joseph Estrada.
- 2000: cerca de 25 000 personas se congregan en Tel Aviv para recordar al primer ministro israelí Isaac Rabin cuando se cumplen cinco años de su asesinato.
- 2000: en el desierto de Yemen, un misil del ejército estadounidense mata a seis presuntos miembros de la organización terrorista Al Qaeda.
- 2000: el escritor español Enrique Vila-Matas gana el Premio Herralde de novela con la obra El mal de Montano.
- 2000: la bailaora y coreógrafa María Pagés y el bailarín Ángel Corella reciben los Premios Nacionales de Danza en las modalidades de creación e interpretación, respectivamente.
- 2001: en Irlanda del Norte se establece la Policía del Norte de Irlanda.
- 2001: en Londres (Reino Unido) se estrena la película Harry Potter y la piedra filosofal.
- 2003: en Sri Lanka, la presidenta Chandrika Kumaratunga, decreta la suspensión temporal del Parlamento.
- 2003: astrónomos europeos y australianos descubren la Enana del Can Mayor, la galaxia más cercana a la Vía Láctea detectada hasta el momento.
- 2004: en Nueva York, el cuadro La caricia de las estrellas, de Joan Miró, se vende a 10 millones de euros en una subasta celebrada en Christie's.
- 2004: en la región más septentrional de Japón se registra un terremoto de 5,2 grados en la escala de Richter.
- 2004: en los Países Bajos se cierran 160 explotaciones ganaderas a causa de la contaminación de los piensos alimenticios con el agente cancerígeno dioxina.
- 2004: en Madrid (España) se inaugura la exposición sobre los guerreros de Xi'an (China).
- 2004: la policía francesa detiene en París a un presunto miembro de ETA integrante del comando Vizcaya.[1]
- 2004: tres soldados británicos mueren en un atentado al sur de Bagdad.[2]
- 2005: en los suburbios de París (Francia) se realizan grandes disturbios.[3]
- 2005: el Tribunal Supremo condena a Arnaldo Otegi, líder de Batasuna, a un año de prisión por el delito de «injurias al rey».
- 2005: la automovilística SEAT presenta un expediente de regulación de empleo para despedir a 1346 trabajadores, el 10 % de la plantilla.[4]
- 2005: la compañía española Animalario recibe el Premio Nacional de Teatro por la obra Hamelin, de Juan Mayorga.
- 2006: comienza la cumbre chino-africana en Pekín que se celebra los días 4 y 5 de noviembre y que reúne a los líderes de 40 países africanos para aumentar sus relaciones económicas y políticas.[5]
- 2006: por primera vez en la Historia, una mujer, la obispa Katharine Jeffers Schori, ocupa el cargo de arzobispa de la Iglesia Episcopal de Estados Unidos.
- 2007: en Santiago del Estero (Argentina) mueren en incendio en un frustrado intento de fuga 39 reclusos de la cárcel de máxima seguridad.
- 2007: el centro de la ciudad de Bogotá (Colombia) se inunda debido a una granizada histórica.
- 2007: en Guatemala se celebran elecciones presidenciales donde Álvaro Colom resulta elegido.
- 2007: se celebra la Maratón de Nueva York 2007.
- 2007: se expone, por primera vez en la historia, la momia de Tutankamón en el Valle de los Reyes en Luxor.[6]
- 2007: el piloto australiano, Casey Stoner, gana el Campeonato del Mundo de MotoGP 2007.
- 2008: en la Ciudad de México ocurre un accidente aéreo en el que mueren 16 personas entre ellos el entonces secretario de gobernación Juan Camilo Mouriño.
- 2009: en Italia, un juez condena a 23 agentes de la CIA estadounidense a penas de hasta ocho años de cárcel por el secuestro de Abu Omar, eximán de la ciudad de Milán, que raptaron en 2003, y a una indemnización de 1,5 millones de euros. El Gobierno de Barack Obama manifestó su «desilusión por el veredicto».[7]
- 2009: En España, la Audiencia Nacional ―a petición de Rigoberta Menchú (indígena maya, premio Nobel de la Paz)― ordena la captura internacional del capitán guatemalteco José Antonio Solares por organizar la tortura y la matanza, el 13 de mayo de 1982, de 1545 hombres, mujeres y niños de la etnia maya achi.[8]
- 2009: en Brasil, el Gobierno de Lula da Silva resume su exitosa estrategia en política económica como «refuerzos a la banca pública y estímulos al trabajo y al consumo».
- 2009: un ataque talibán acaba con la vida de cinco soldados británicos en Afganistán. Las bajas británicas en 2009 sumaban 93, elevándose a 229 desde 2001, cuando empezó la invasión.[9]
- 2009: victoria republicana en las elecciones a gobernador en Virginia y Nueva Jersey.[10]
- 2009: en la temporada 2009 de Fórmula 1 Toyota Racing anuncia la retirada de su equipo de Fórmula 1.
- 2009: la Reserva Federal de Estados Unidos mantiene los tipos de interés del precio del dinero a crédito, en tasas que varían entre el 0 y el 0,25 %, para asegurar la recuperación.
- 2010: en Estados Unidos y México, Microsoft lanza al mercado Kinect para Xbox 360.
- 2010: la compañía aérea australiana Qantas suspende los vuelos de toda su flota de aviones Airbus 380, después de que uno de sus superjumbos tuviera que realizar un aterrizaje emergencia en Singapur a causa de un fallo en un motor.[11]
- 2010: el presidente chino Hu Jintao comienza una visita de tres días a Francia de dimensión eminentemente económica.[12]
- 2010: el presidente de Serbia, Boris Tadic, pide perdón a sus vecinos croatas por las atrocidades cometidas por las tropas serbias durante la guerra que estalló tras la desmembración de Yugoslavia, entre 1991 y 1995.[13]
- 2010: la nave espacial Deep Impact pasa a 700 km de distancia del núcleo del cometa Hartley 2, a una velocidad relativa de 43 400 km/h y a 37 millones de km de la Tierra.
- 2010: Santiago Sierra es galardonado con el Premio Nacional de Artes Plásticas.
- 2011: el Ejército colombiano mata a Alfonso Cano, el jefe de las FARC (Fuerzas Armadas Revolucionarias de Colombia), tras siete horas de persecución por la selva, en una operación que comenzó tres años antes.
- 2016: entra en vigor el Acuerdo de París.
- 2016: Bon Jovi publicó su decimocuarto álbum de estudio: This House Is Not For Sale.
- 2018: en Nueva Caledonia se celebra un referéndum de independencia.
- 2019: en Sonora, México, sucede la Masacre de la familia LeBaron
- 2023: en Río de Janeiro (Brasil), Fluminense de Brasil vence 2–1 a Boca Juniors de Argentina en el Estadio de Maracaná, y se consagra campeón de la Copa Libertadores 2023.

## Nacimientos
- 1448: Alfonso II, rey napolitano (f. 1495).
- 1470: Eduardo V, rey inglés (f. 1483).
- 1569: Guillén de Castro, dramaturgo español (f. 1631).
- 1575: Guido Reni, pintor italiano (f. 1642).
- 1618: Aurangzeb, emperador mogul (f. 1707).
- 1631: María Enriqueta Estuardo, aristócrata inglesa (f. 1660).
- 1740: Augustus Toplady, escritor británico.
- 1774: Carlos María Bustamante, político mexicano (f. 1848).
- 1792: Carlos Antonio López, presidente paraguayo (f. 1862).
- 1798: Bonaventura Carles Aribau, escritor y economista español (f. 1862).
- 1803: Mariano Riva Palacio, abogado y político mexicano (f. 1880).
- 1816: Francisco Bolognesi, militar peruano (f. 1880).
- 1817: Carlos Tejedor, político argentino (f. 1903).
- 1829: Philip Sclater, zoólogo británico (f. 1913).
- 1836: Eduardo Rosales, pintor español (f. 1873).
- 1844: Edward Dannreuther, pianista y musicólogo alemán (f. 1905).
- 1868: La Bella Otero (Agustina del Carmen Otero), bailarina, cantante, actriz y cortesana española (f. 1965).
- 1873: George Edward Moore, filósofo británico (f. 1958).
- 1879: Will Rogers, cómico estadounidense (f. 1935).
- 1880: Zacarías de Vizcarra, obispo español (f. 1963).
- 1883: Nikolaos Plastiras, general griego (f. 1953).
- 1885: Delfín Lévano, anarcosindicalista peruano (f. 1914).
- 1887: Carlos María Princivalle, escritor, dramaturgo y periodista uruguayo (f. 1959).
- 1891: Edward F. Cline, cineasta estadounidense (f. 1961).
- 1895: Ben Sharpsteen, cineasta estadounidense
- 1896: Carlos P. García, presidente filipino (f. 1971).
- 1897: Cipriano Mera, anarcosindicalista español (f. 1975).
- 1899: Nicolas Frantz, ciclista luxemburgués (f. 1985).
- 1900: Lucrețiu Pătrășcanu, activista comunista rumano (f. 1954).
- 1901: Spyridon Marinatos, arqueólogo griego (f. 1974).
- 1901: Masako Nashimoto, aristócrata («princesa») coreana.
- 1904: Carlos Castellano Gómez, compositor español (f. 2002).
- 1904: Tadeusz Żyliński, técnico textil polaco.
- 1905: Stanley Cortez, cinematógrafo estadounidense (f. 1997).
- 1906: Ornella Puliti Santoliquido, pianista italiana (f. 1977).
- 1907: Henry Heerup, pintor y escultor danés (f. 1993).
- 1907: Pilar Primo de Rivera, falangista española (f. 1991).
- 1907: Miguel Ángel Ortez, general y guerrillero nicaragüense (f. 1931).
- 1908: Joseph Rotblat, físico nuclear polaco, premio nobel de la paz en 1995 (f. 2005).
- 1909: Ciro Alegría, escritor, político y periodista peruano (f. 1967).
- 1909: Bert Patenaude, futbolista estadounidense (f. 1974).
- 1910: Marie-Élisa Nordmann-Cohen, química francesa (f. 1993).
- 1913: Yelizaveta Býkova, ajedrecista soviética (f. 1989).
- 1913: Gig Young, actor estadounidense (f. 1978).
- 1914: Carlos Castillo Armas, militar y político guatemalteco, presidente de Guatemala entre 1954 y 1957 (f. 1957).

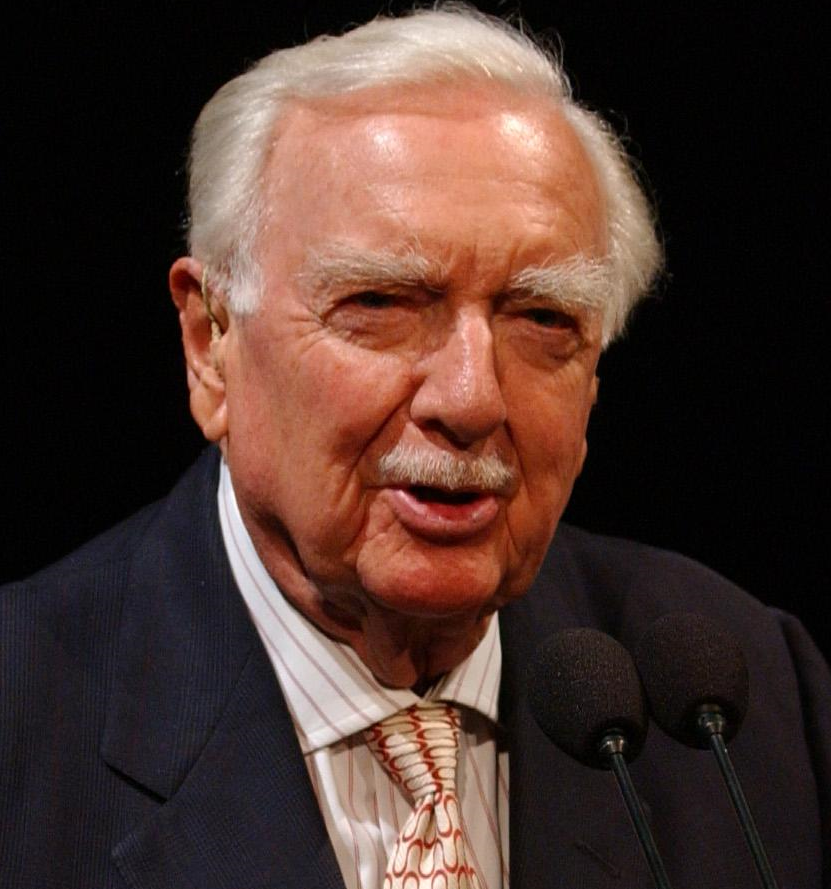
Walter Cronkite

- 1916: Walter Cronkite, periodista estadounidense (f. 2009).
- 1916: Ruth Handler, empresaria estadounidense (f. 2002).
- 1918: Art Carney, actor estadounidense (f. 2003).
- 1918: Cameron Mitchell, actor estadounidense (f. 1994).
- 1919: Martin Balsam, actor estadounidense (f. 1996).
- 1919: Eric Thompson, piloto de automovilismo británico (f. 2015).
- 1920: Patricio Barros, abogado y político chileno (f. 1986).
- 1920: Kanitha Wichiencharoen, abogada y monja budista tailandesa (f. 2002).
- 1921: Antonio el Bailarín (Antonio Ruiz Soler), bailarín y coreógrafo español (f. 1996).
- 1921: Andrew Gleason, matemático estadounidense (f. 2008).
- 1921: Virginia Gutiérrez de Pineda, antropóloga colombiana (f. 1999).
- 1922: Benno Besson, actor suizo (f. 2006).
- 1923: Carlos Botto Vallarino, compositor chileno (f. 2004).
- 1924: Carlos Jonguitud Barrios, político mexicano (f. 2011).
- 1925: Doris Roberts, actriz estadounidense (f. 2016).
- 1925: Carlos G. Vallés, sacerdote jesuita, matemático y escritor religioso español (n. 1925), compañero del padre Tony de Mello.[14]
- 1929: Riccardo Ehrman, periodista italiano (f. 2021).
- 1929: Miliki (Emilio Aragón Bermúdez), payaso, empresario, cantante y presentador español (f. 2012).
- 1930: Dick Groat, beisbolista estadounidense.
- 1930: José Luis Ortiz Araya, periodista costarricense (f. 2012).
- 1932: Thomas Klestil, político y presidente austriaco (f. 2004).
- 1933: Barbara Grier, escritora y editora estadounidense (f. 2011).
- 1933: Charles K. Kao, ingeniero eléctrico chino, premio nobel de física en 2009 (f. 2018).
- 1933: Odumegwu Ojukwu, gobernador nigeriano (f. 2011).
- 1935: Elgar Howarth, director de orquesta y compositor británico.
- 1936: Didier Ratsiraka, militar malgache, presidente de Madagascar entre 1975-1993 y 1997-2002 (f. 2021).
- 1937: Loretta Swit, actriz estadounidense.
- 1938: Romárico Sotomayor García, general y político cubano, diputado a la Asamblea Nacional del Poder Popular y miembro del Comité Central del Partido Comunista de Cuba (f. 2024).
- 1940: Manuel Ojeda, actor mexicano (f. 2022)
- 1943: Clark Graebner, tenista estadounidense.
- 1946: David Garibaldi, baterista estadounidense de funk y soul, fundador de la banda Tower of Power.
- 1946: Robert Mapplethorpe, fotógrafo estadounidense.
- 1946: Alfonso Ortiz, actor y director teatral colombiano (f. 2020).
- 1947: Traian Băsescu, político y presidente rumano.
- 1948: Delia Casanova, actriz mexicana.
- 1948: Amadou Toumani Touré, político maliense, presidente de Malí entre 2002 y 2012 (f. 2020).
- 1949: Eugenio Mimica Barassi, escritor chileno (f. 2021)
- 1950: Markie Post, actriz estadounidense (f. 2021).
- 1951: Traian Băsescu, político y presidente rumano.
- 1951: Miguel María Lasa, ciclista español.
- 1951: Cosey Fanni Tutti, músico británico, de la banda Throbbing Gristle.
- 1952: Teodoro II, religioso egipcio, papa de los coptos desde 2012.
- 1953: Carlos M. Gutiérrez, político estadounidense.
- 1953: Jacques Villeneuve Sr., piloto de carreras canadiense.
- 1954: Chris Difford, músico británico, de la banda Squeeze.
- 1955: David Julius, bioquímico estadounidense, premio nobel de fisiología o medicina en 2021.
- 1955: Matti Vanhanen, primer ministro finlandés.
- 1956: James Honeyman-Scott, guitarrista británico, de la banda The Pretenders.
- 1956: Jordan Rudess, músico estadounidense, de la banda Dream Theater.
- 1957: Tony Abbott, primer ministro de Australia.
- 1957: Ferni Presas, bajista español, de la banda Gabinete Caligari.
- 1958: Rodrigo Rey Rosa, escritor guatemalteco.
- 1959: César Évora, actor cubano.
- 1959: Ken Kirzinger, doble de cine y actor canadiense.
- 1960: Siniša Glavašević, reportero croata (f. 1991).
- 1960: Ramón Pellicer, periodista español.
- 1961: Alejandra Flechner, actriz argentina.
- 1961: Kathy Griffin, comediante y actriz estadounidense.
- 1961: Ralph Macchio, actor estadounidense.
- 1962: Jeff Probst, presentador estadounidense de televisión.
- 1963: Horacio Elizondo, árbitro de fútbol argentino.
- 1963: Rosario Flores, cantante y actriz española.
- 1963: Lenin Hurtado, político ecuatoriano, dirigente de Unidad Popular.
- 1963: Wang Shu, arquitecto chino, ganador del premio Pritzker 2012.
- 1965: Pata (Tomoaki Ishizuka), músico japonés, de la banda X Japan.
- 1965: Jeff Scott Soto, músico estadounidense, de la banda Journey.
- 1965: Wayne Static, músico estadounidense, de la banda Static-X (f. 2014).
- 1966: Sergio Sendel, actor mexicano.
- 1967: Julian Iantzi, presentador de televisión navarro.

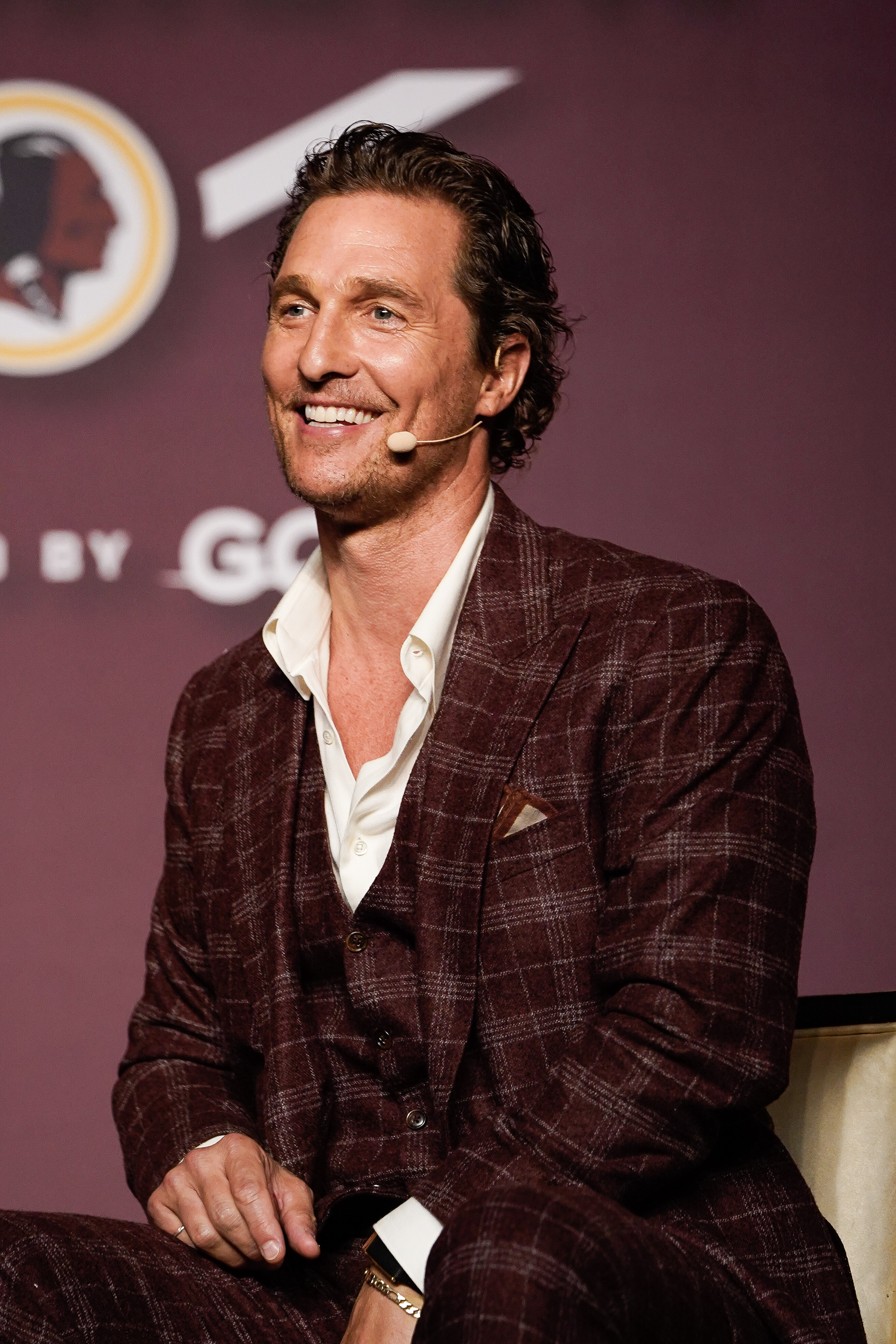
Matthew McConaughey

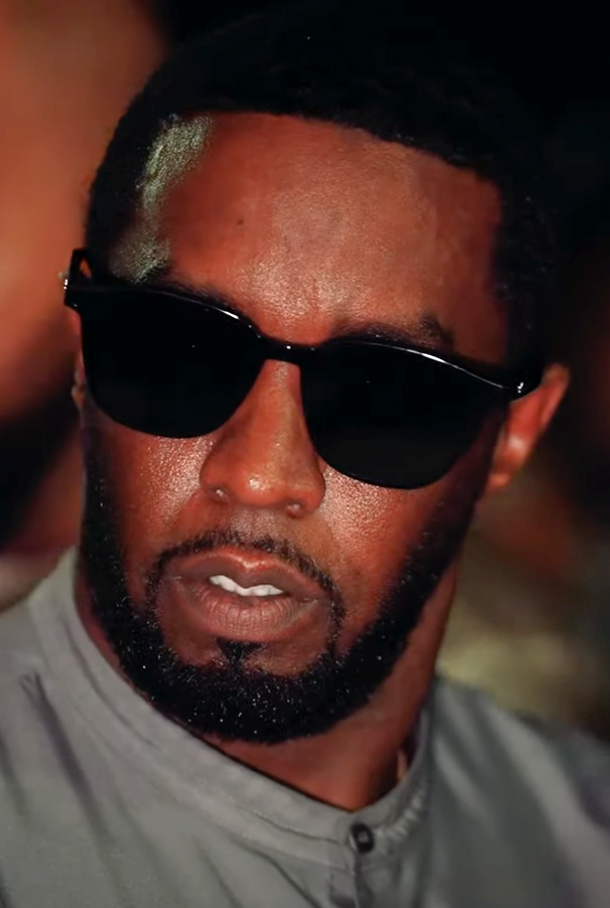
Sean Combs

- 1969: Matthew McConaughey, actor estadounidense.
- 1969: Sean Combs, rapero estadounidense.
- 1970: Elisabet Bargalló, actriz española.
- 1972: Luis Figo, futbolista portugués.
- 1973: Carlos Díaz, actor chileno
- 1973: Francisca García-Huidobro, actriz y presentadora de televisión chilena.
- 1974: Cedric Bixler-Zavala, músico estadounidense, de la banda The Mars Volta.
- 1975: Eduard Kokcharov, jugador ruso de balonmano.
- 1976: Bruno Junqueira, piloto de carreras brasileño.
- 1976: Mario Melchiot, futbolista neerlandés.
- 1976: Sander van Gessel, futbolista neerlandés.
- 1977: José María Torre, actor mexicano.
- 1979: Ximena Córdoba, actriz, modelo y presentadora colombiana.
- 1979: Álvaro López, músico chileno, de las bandas Los Bunkers y López
- 1980: Cristian Blanco, futbolista costarricense.
- 1982: Kamila Skolimowska, atleta polaca (f. 2009).
- 1985: Marcell Jansen, futbolista alemán.
- 1986: Alexz Johnson, actriz y cantante canadiense.
- 1986: Natalie Pérez, actriz, cantante y compositora argentina.
- 1986: Adrian Zaugg, piloto de carreras sudafricano.
- 1987: Tim Breukers, futbolista neerlandés.
- 1987: Tommy Lee Sparta, cantante jamaiquino.
- 1987: T.O.P (Choi Seung-hyun), cantante y actor surcoreano, integrante del grupo Big Bang.
- 1989: Carmen Farala, drag queen española.
- 1989: Enner Valencia, futbolista ecuatoriano.
- 1991: Lesley Kerkhove, tenista neerlandesa.
- 1992: Sandra Paños, futbolista española.
- 1993: Elisabeth Seitz, gimnasta alemana.
- 1998: Achraf Hakimi, futbolista hispano-marroquí.

## Fallecimientos
- 711: Justiniano II, emperador bizantino (n. 669).
- 1254: Juan III Ducas Vatatzés, emperador niceno (n. circa 1192).
- 1381: Pedro de Aragón, infante aragonés (n. 1305).
- 1411: Khalil Sultan, gobernador de Transoxonia (n. 1384).
- 1584: San Carlos Borromeo, cardenal italiano (n. 1538).
- 1652: Jean-Charles de la Faille, matemático belga (n. 1597).
- 1664: Gaspar Pérez de Guzmán y Sandoval, aristócrata español (n. 1602).
- 1669: Johannes Cocceius, teólogo neerlandés (n. 1603).
- 1698: Rasmus Bartholin, físico y matemático danés (n. 1625).
- 1702: John Benbow, almirante británico (n. 1653).
- 1706: Antonio Teodoro Ortells, compositor barroco español (n. 1649).
- 1781: Johann Nikolaus Götz, poeta alemán (n. 1721).
- 1816: Robert Waring Darwin, botánico británico (n. 1724).

Felix Mendelssohn

- 1847: Felix Mendelssohn Bartholdy, compositor alemán (n. 1809).
- 1856: Hippolyte Delaroche, pintor francés (n. 1797).
- 1869: George Peabody, escritor anglo-estadounidense, padre de la filantropía moderna (n. 1795).
- 1889: Manuel A. Alonso, escritor puertorriqueño (n. 1822).
- 1893: Pierre Tirard, político francés (n. 1827).
- 1907: Diego Barros Arana, pedagogo, diplomático e historiador chileno (n. 1830).
- 1908: Tomás Estrada Palma, presidente cubano (n. 1835).
- 1915: Tomás Meabe, político y escritor español (n. 1879).
- 1917: León Bloy, escritor francés (n. 1846).
- 1918: Wilfred Owen, poeta británico (n. 1893).
- 1921: Hara Takashi, primer ministro japonés (n. 1856).
- 1924: Gabriel Fauré, compositor francés (n. 1845).
- 1924: Ireneo Paz, abogado, político, escritor y militar mexicano (n. 1836).
- 1925: Alonso Quesada, escritor español (n. 1885).
- 1928: Arnold Rothstein, mafioso estadounidense (n. 1928).
- 1931: Buddy Bolden, trompetista estadounidense (n. 1877).
- 1932: Salomón Reinach, pionero en la investigación filología clásica y la arqueología francesa (n. 1858).
- 1937: Emil Hassler, naturalista, botánico y médico suizo (n. 1864).
- 1937: Eduardo Ladislao Holmberg, botánico, zoólogo y geólogo argentino (n. 1852).
- 1939: Manuel Acero, político y sindicalista español (n. 1875).
- 1940:
  - Manuel Azaña, presidente español (n. 1880).
  - Arthur Rostron, marino británico (n. 1869).
- 1948: Sanford Myron Zeller, micólogo estadounidense (n. 1885).
- 1954: Stig Dagerman, escritor sueco (n. 1923).
- 1955: Cy Young, beisbolista estadounidense (n. 1867).
- 1957: Shoghi Effendi, religioso bahaí israelí (n. 1897).
- 1958: Josep Clarà, escultor español (n. 1878).
- 1963: Pascual Ortiz Rubio, presidente mexicano (n. 1877).
- 1964: Ezequiel Martínez Estrada, ensayista, poeta y cuentista argentino (f. 1895).
- 1968: Horace Gould, piloto británico de Fórmula 1 (n. 1918).
- 1968: Michel Kikoine, pintor soviético (n. 1892).
- 1968: José Monegal, escritor y periodista uruguayo (n. 1892).
- 1971: Guillermo León Valencia, presidente colombiano (n. 1909).
- 1974: Bert Patenaude, futbolista estadounidense (n. 1909).
- 1975: Agustín Tosco, dirigente sindical argentino (n. 1930).
- 1977: Ornella Puliti Santoliquido, pianista italiana (n. 1906).
- 1980: Elsie MacGill, ingeniera aeronáutica estadounidense, primera diseñadora de aeronaves del mundo (n. 1905).
- 1981: Vladímir Shcherbakov, militar soviético (n. 1901).
- 1982: Jacques Tati, director y actor francés (n. 1907).
- 1983: Sergio Fernández Larraín, político chileno (n. 1909).
- 1988: Takeo Miki, político japonés (n. 1907).
- 1990: David Stirling, aristócrata, activista y fundador del SAS (n. 1915).
- 1991: Tony Richardson, cineasta británico (n. 1928).
- 1992: José Luis Sáenz de Heredia, cineasta español (n. 1911).
- 1992: Regina Carrol, actriz y cantante estadounidense (n. 1943).
- 1994: Ermes Muccinelli, futbolista italiano (n. 1927).
- 1994: Sam Francis, pintor estadounidense (n. 1923).

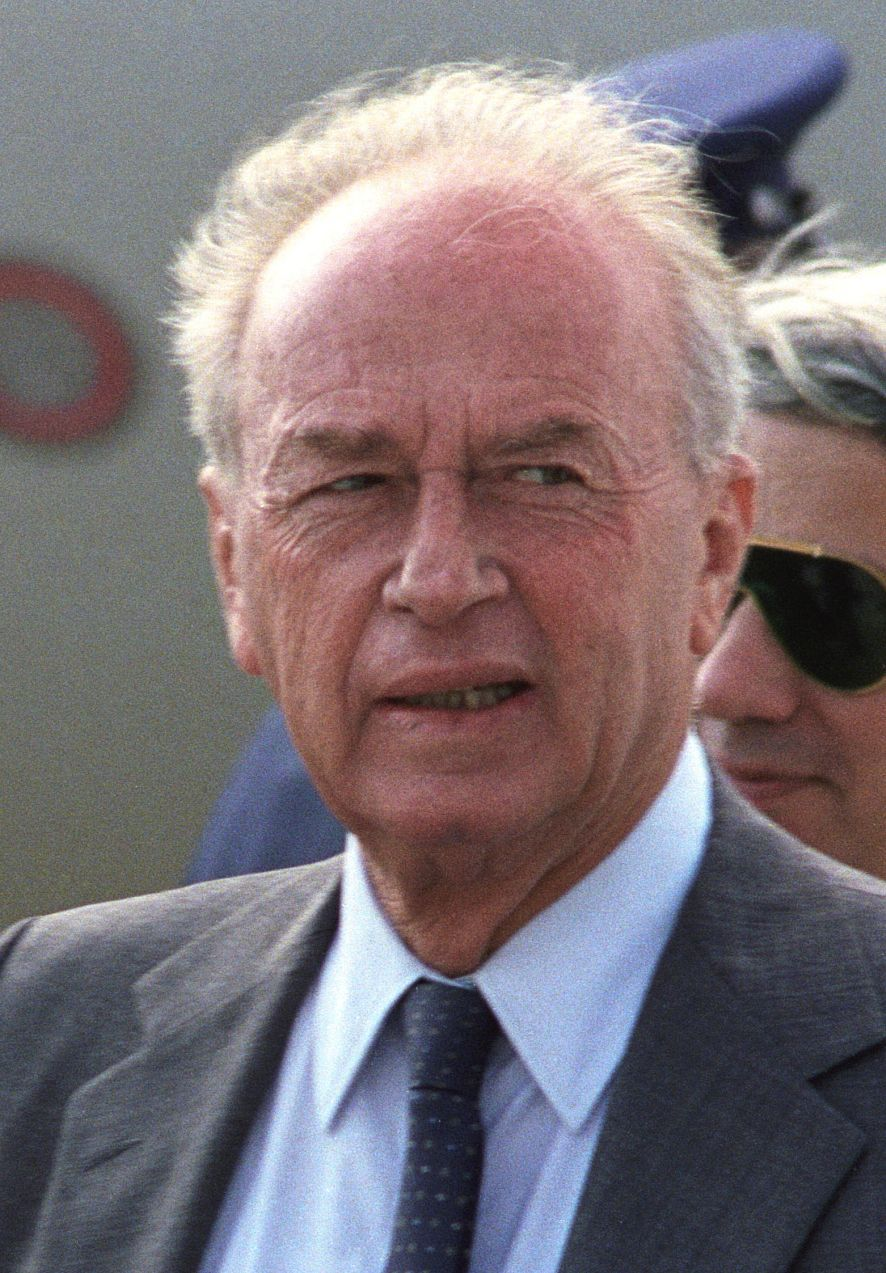
Isaac Rabin

- 1995: Gilles Deleuze, filósofo francés (n. 1925).
- 1995: Isaac Rabin, primer ministro israelí; asesinado (n. 1922).
- 1997: Quique Villanueva, cantante argentino (n. 1942).
- 1998: Pacho Herrera, narcotraficante colombiano (n. 1951).
- 1998: Jorge Wehbe, político argentino, último ministro de Economía de la dictadura cívico-militar argentina, en 1983 (n. 1929).
- 1999: Niní Gambier, actriz argentina (n. 1916).
- 2001: Adolfo Llauradó, actor cubano.
- 2003: Richard Wollheim, filósofo británico (n. 1923).
- 2005: Nadia Anjuman, poetisa y periodista afgana (n. 1980).[15]
- 2005: Sheree North, actriz estadounidense (n. 1932).
- 2006: Gerhard Ludwig Goebel, teólogo alemán (n. 1933).
- 2006: Délfor Medina, actor argentino (n. 1928).
- 2006: José del Patrocinio Romero Jiménez, pintor y poeta español (n. 1935).
- 2008: Evelio Arias Ramos, actor y comediante mexicano (f. 1966).
- 2008: Juan Camilo Mouriño (n. 1971), José Luis Santiago Vasconcelos (n. 1957) y 14 personas más en el Accidente aéreo del Learjet 45 de la Secretaría de Gobernación de México.
- 2008: Michael Crichton, escritor estadounidense (n. 1942).
- 2010: Gabriela David, guionista y directora de cine argentina (n. 1960).[16]

- 2010: Milka Cherneva, arquitecta búlgara (n. 1927).
- 2011: Alfonso Cano, guerrillero colombiano (n. 1948).
- 2011: Graciela Romero, escritora y asistente social chilena (n. 1925).
- 2011: Norman Foster Ramsey, físico estadounidense, Premio Nobel de Física en 1989 (n. 1915).
- 2014: Enrique Olivera, político argentino (n. 1940).
- 2015: Melissa Mathison, escritora estadounidense, guionista de E.T. (n. 1950).
- 2015: René Girard, historiador, crítico literario y filósofo francés (n. 1923).
- 2016: Jean-Jacques Perrey, músico y productor francés (n. 1929).
- 2016: Julio Baccaro, actor, dramaturgo, director de teatro y maestro argentino (n. 1940).
- 2017: Isabel Granada, actriz filipina (n. 1976).
- 2020: Miguel Corsini Freese, empresario español (n. 1945).
- 2020: Ken Hensley, tecladista, compositor, cantante y guitarrista británico (n. 1945).
- 2021: Mario Lavista, compositor y maestro mexicano (n. 1943).
- 2022: Juan Carlos Carabajal, folclorista, cantor, compositor, periodista y docente argentino (n. 1943).

## Celebraciones
- Día mundial de la UNESCO. Este día de 1946 fue creada la Organización de las Naciones Unidas para la Educación, la Ciencia y la Cultura. Es un organismo de la ONU que promueve la paz a través de la cooperación internacional en educación, ciencia, cultura y comunicación.

- Día Internacional del Marketing. La fecha elegida se debe a que el Número 4 representa los cuatro elementos del concepto de marketing introducidos por el profesor E. Jerome McCarthy: producto, precio, punto de venta y promoción.

- Día Mundial del Numbat (Myrmecobius fasciatus), es un pequeño marsupial de Australia y es una especie en peligro de extinción.

 Por países
(Por orden alfabético)
- Argentina: 
  - Día del Empleado Público.[17]
Fecha de sanción: 3 de diciembre de 1941. Publicada en el Boletín Nacional del 9 de febrero de 1942.
    -  Misiones: 
      - Aniversario de Garuhapé.[18]
Fecha de fundación: 4 de noviembre de 1946 (78 años).

- Estados Unidos: 
  - Día Nacional del Caramelo
(en inglés: National Candy Day).
  - Día de Usar el Sentido Común
(en inglés: Use Your Common Sense Day).

- Egipto: 
  - Día de los Enamorados.

- Israel: 
  - se conmemora el Día del Asesinato de Rabin.

- Panamá: 
  - Día de los Símbolos Patrios.
  - Día de la Bandera Panameña.

- Rusia: 
  - Día de la Unidad Popular.

- Tonga: 
  - Día de la Constitución.

### Santoral católico

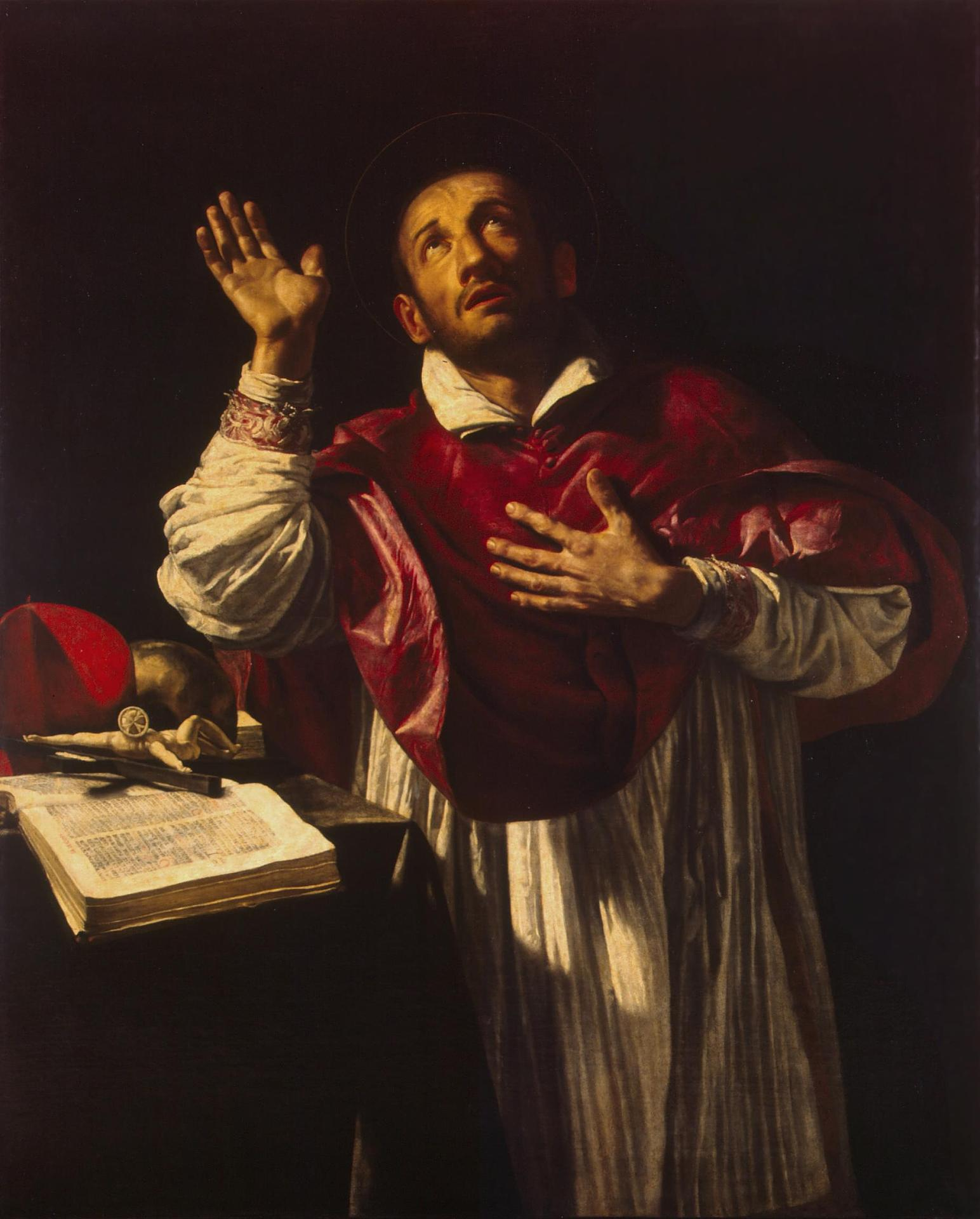
San Carlos Borromeo de Orazio Borgianni.

- San Carlos Borromeo (f. 1584), obispo.[19]
- Santos Vidal y Agrícola de Bolonia (f. 304), mártires.
- Santos Nicandro y Hermas de Mira (s. IV), mártires.
- San Pierio de Alejandría (s. IV), presbítero.
- San Amancio de Rodez (s. V), obispo.
- San Perpetuo de Maastrich (f. 620), obispo.
- Santa Modesta de Tréveris (f. 680), abadesa.
- San Emerico de Hungría (f. 1031).
- San Félix de Valois (f. 1212), fundador.
- Beata Elena Enselmini (f. 1242), virgen.
- Beata Francisca de Amboise (f. 1475), fundadora.